# Simona Gioli
Simona Gioli, född 17 september 1977 i Rapallo i Italien, är en tidigare volleybollspelare (center).
Hon började spela på seniornivå 1992, med Libertas Volleyball Rovigo, i serie D. Säsongen 1993–94 spelade hon med VBC Cassano, i serie B1. Hon började spela som proffs 1994–1995, då hon började i Virtus Reggio Calabria i serie A2. Hon stannade kvar i klubben under sju år. Under denna perioden avancerade de till serie A1 (1995/1996), vann italienska cupen två gånger (1999/2000 och 2000/2001), italienska supercupen en gång (2000) och CEV Cup en gång (1999/2000, numera kallas tävlingen CEV Challange Cup). Gioli debuterade i seniorlandslaget 1998 och var med i laget som tog brons vid EM 1999.
Gioli gick över till Pallavolo Reggio Emilia 2001, men stannade bara med klubben i en säsong innan hon gick över till Pallavolo Sirio Perugia. Med dem stannade hon sex säsonger (med ett avbrott p.g.a. graviditet). Perioden var framgångsrik. I Italien blev vann klubben tre italienska mästerskap, tre italienska cuper och en italiensk supercup. Internationellt vann de fyra titlar på raken - CEV Champions League två gånger (2005/2006 och 2007/2008) och CEV Cup (numera kallad CEV Challange Cup) två gånger (2004/2005 och 2006/2007). Hon utsågs till mest värdefulla spelare vid både CEV Cup 2006/2007 och CEV Champions League 2007/2008. Med landslaget tog hon silver vid EM 2005 och guld vid EM 2007 och 2009.
Säsongen 2008–09 flyttade han till ZHVK Dinamo Moskva, med vilka hon spelade tre säsonger. Under perioden vann laget ryska mästerskapet en gång och ryska cupen en gång. Efter att laget åkt ur ryska mästerskapet 2010/2011 avslutande hon säsongen i Italien med Spes Volley Conegliano. Följande säsong spelade hon med ryska ZHVK Fakel, innan hon säsongen därefter gick vidare till turkiska Galatasaray SK. Säsongen 2013/2014 återvände hon till Italien, för spel med IHF Volley som debuterade i serie A1. Säsongen 2014/2015 spelade hon med en ny debutant i högstaserien, Promoball Volleyball Flero, med vilka hon stannade i tre år.
Säsongen 2017–18 gick hon över till Gorla i Serie B1, men under pågående säsong fortsatte hon till Volley Millenium Brescia som spelade i serie A2 och lyckades vinna uppflyttning till serie A1. Gioli stannade dock kvar i serie A2 då hon gick över till Olimpia Teodora. Säsongen 2019–20 spelade hon med Real Mazzano i serie B2.